# Об искусстве оперы
Оценив успехи и опыт, накопленные в ходе оперной революции, я расскажу о некоторых проблемах, возникающих в вопросе дальнейшего развития оперного искусства.
«Об искусстве оперы» (кор. 가극예술에 대하여) — трактат 1974 года Ким Чен Ира об опере, одна из самых важных северокорейских работ по искусству. На момент его написания Ким только начинал свою деятельность в области северокорейской культуры. В основу трактата положена идеология чучхе и теория «семени», которую Ким ранее применил к кинематографу. Поскольку опера — это смешанная форма искусства, Ким считал её особенно показательной для художественного состояния нации и важной для применения его теории семени. Ким провёл иерархические связи между различными составляющими оперы и даже внутри них, так музыкальные инструменты, по его мнению, подчиняются вокалу, а музыка доминирует над танцем. Основная цель трактата состоит в продвижении идеи замены классической (преимущественно западной, но также отчасти и корейской) оперы на превосходящую её корейскую революционную оперу. Ким проанализировал различные западные оперные формы, такие как ария, речитатив и лейтмотив, отвергнув их. Идеальная революционная опера, по его мнению, должна быть основана на строфических песнях, высшей формой которых якобы является новая форма закулисного хора панчанг. Оперой, которая, по словам Кима, наиболее соответствует его идеалам, является «Море крови», которой и следует подражать.

## Предыстория
«Об искусстве оперы» представляет собой стенограмму речи, которую Ким Чен Ир, вероятно, произнёс перед творческими работниками в сентябре 1974 года. Хотя не существует уверенности в том, что Ким лично написал эту речь, её публикация под его именем свидетельствует о том, что он проявлял особый интерес к этому виду искусства. Во время её произнесения Ким только начинал свою деятельность в управлении культурой КНДР. Речь прозвучала на фоне первых постановок корейских революционных опер, таких как «Море крови», в создании которой Ким принимал участие тремя годами ранее. Трактат «Об искусстве оперы» был опубликован через год после выхода первой крупной письменной работы Кима, также посвященной искусству, под названием «Об искусстве кино». «Об искусстве оперы» — один из двух трактатов Кима, посвящённых музыке, другой — «Об искусстве музыки» (1987).

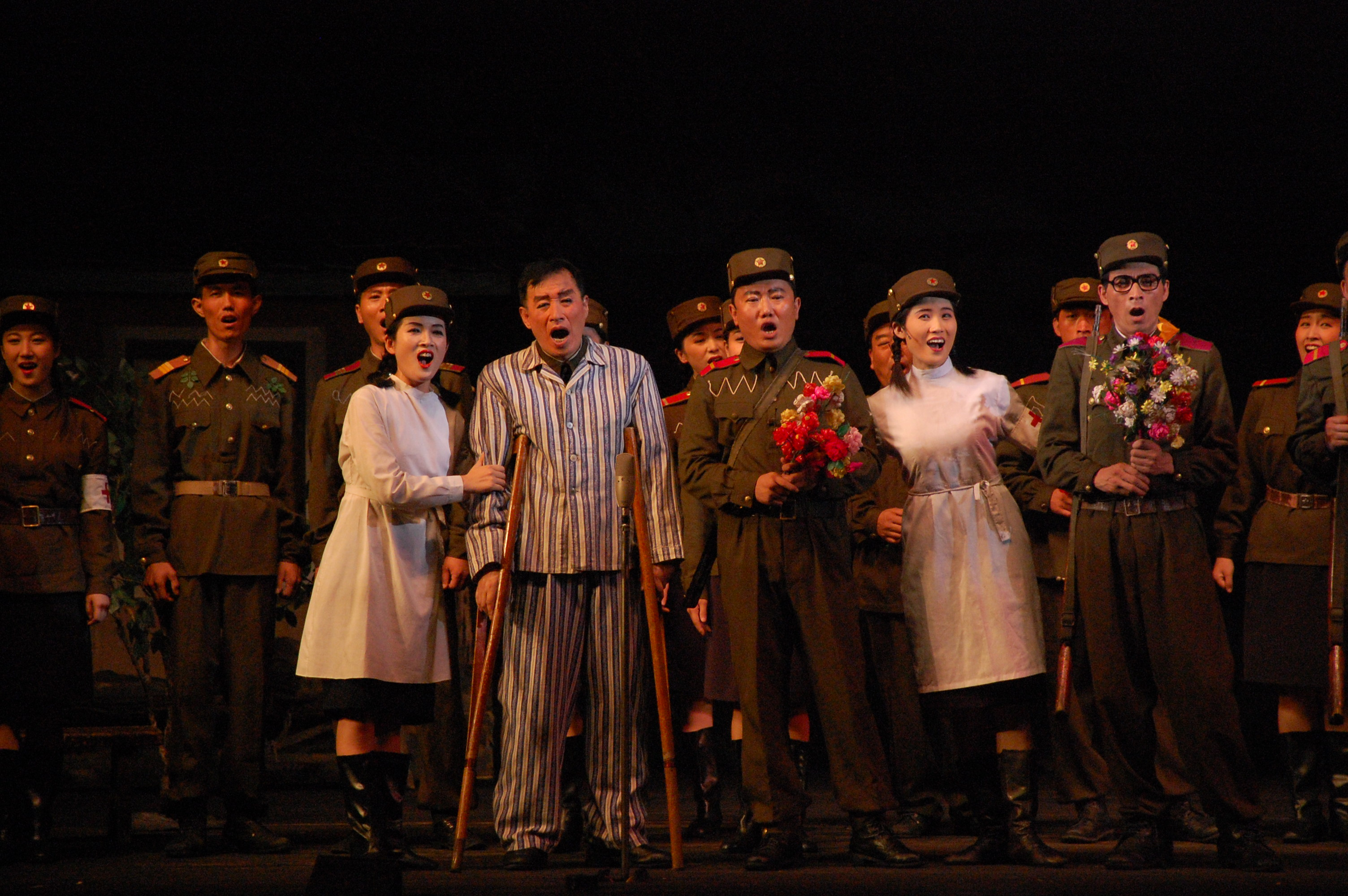
Северокорейская опера в Пхеньяне

## Идеология чучхе и теория семени
Для Кима процесс создания оперы является не менее важным, чем конечный результат. Оперы должны основываться на идеологии чучхе. Хорошая опера, по его мнению, одновременно развлекает публику и мотивирует её националистическими, ориентированными на лидера, добродетелями чучхе.
Как и в случае с кинематографом в трактате «Об искусстве кино» (1973), Ким продвигает идею о том, что опера должна основываться на «семени» (кор. 종자). «Семя» — это то, из чего проистекает и тема, и художественное содержание оперы. Оно должно основываться на идеологии чучхе, но не в целом, а в каком-то конкретном её применении. Из-за исключительной важности семени для работы следует проявлять большую осторожность при его выборе, даже до того, как начнут писаться либретто или партитура. Предполагается, что оперы будут брать в качестве своих основ мифические, архетипические и героические сюжеты.

### Иерархия составляющих оперы
Хотя все виды искусства в КНДР подчиняются теории семян, согласно Киму, опера является наиболее важным из них. Как смешанная форма искусства, опера лучше всего демонстрирует состояние искусства конкретной нации. В этом контексте концепция оперы у Кима близка к европейскому понятию «единения искусств». Но в отличие от него, концепция Кима о композиционной форме искусства оперы имеет иерархию. По его представлению вокал доминирует над инструментальной музыкой, музыка — над танцем, а корейские инструменты — над западными инструментами. «Семя» находится на вершине иерархии всех этих составляющих оперы, которые внутри себя имеют собственную иерархию. Например, в либретто герой доминирует над любыми второстепенными персонажами, дирижёр подчиняется директору, но доминирует над исполнителями и оркестром.
В этих иерархиях отношения между текстом и музыкой довольно сложны. С одной стороны, текст должен определять музыку, но, с другой стороны, они оба должно основываться на строфических песнях. Ким снимает это напряжение, устанавливая связь текста и музыки, в которой ни один из этих элементов не превосходит другой: песни одновременно строфичны по тексту и строфичны по мелодии. Кроме того, в вопросе как отличить главную песню от остальных, Ким не даёт определённого ответа, хотя и отмечает, что это не обязательно должна быть самая повторяющаяся мелодия или песня, исполняемая в какой-либо конкретный отрезок оперы.

## Разрыв с западной оперой

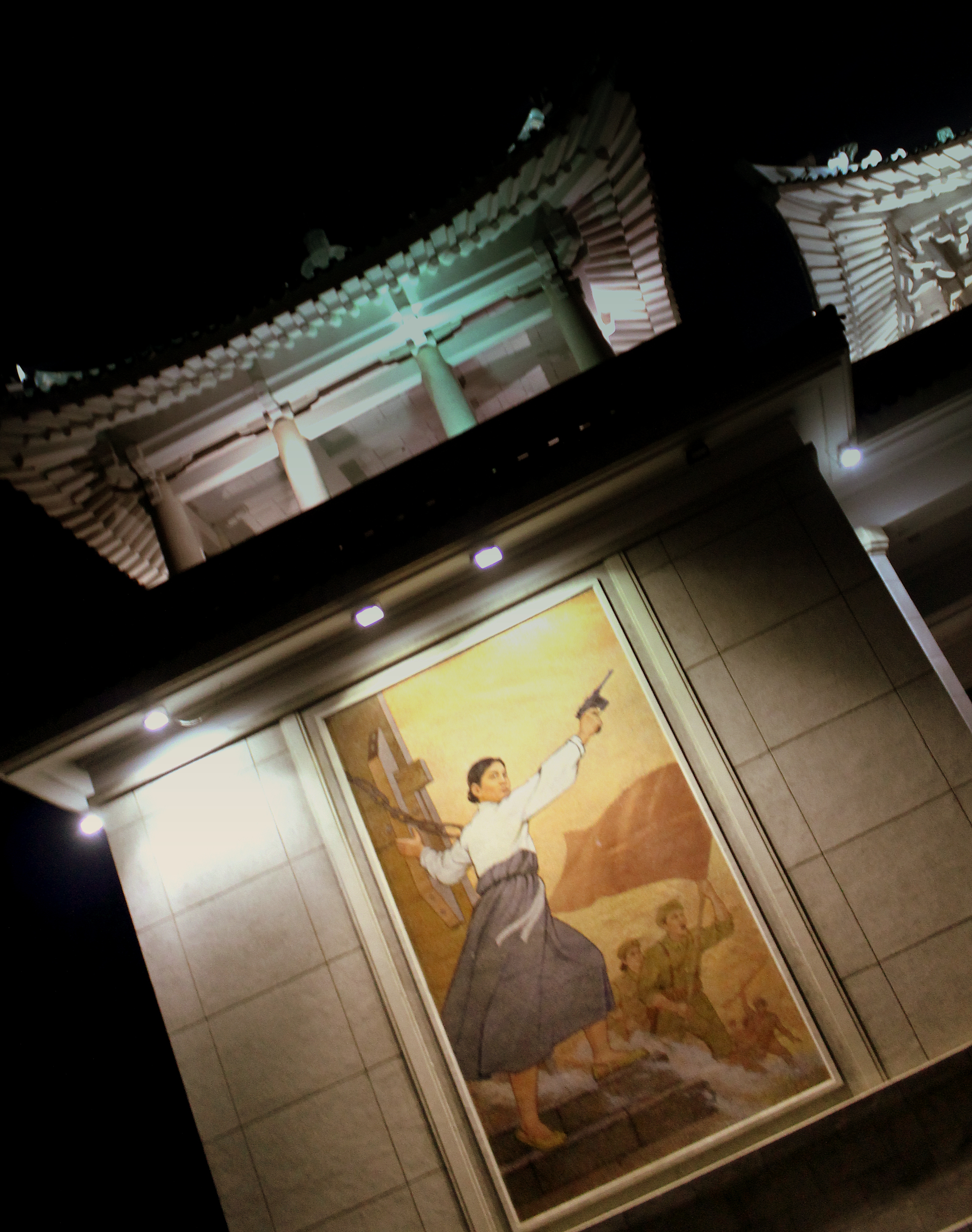
Сцена из «Моря крови» в виде фрески на здании Пхеньянского большого театра

Главная цель трактата Кима состоит в продвижении идеи замены более ранних форм классической оперы на более совершенную корейскую революционную оперу. Некоторые западные оперы ставились в Северной Корее до начала 1970-х годов. Ким сокрушается по этому поводу, утверждая, что они «не смогли удовлетворить вкусы и чувства нашего народа [потому что они были] заражены лакейством и догматизмом», и последующие северокорейские работы об опере были вынуждены повторять эти его настроения.
В отличие от западной оперы, по идее Кима, музыка корейской революционной оперы должна отображать корейские национальные особенности. Одновременно с этим она должна отличаться от традиционных корейских музыкальных форм повествования пхансори и чангук. В трактате «Об искусстве оперы» содержатся некоторые из наиболее острых критических замечаний Кима по поводу западного классического искусства, которые можно обнаружить во всех его работах. В отрывке, критикующем западную (и, возможно, Пекинскую) оперу, Ким пишет:
Формы и методы представления традиционных [т.е. западных] опер, которые были созданы для удовлетворения вкусов эксплуататорских классов, содержат множество особенностей, которые не соответствуют вкусам и чувствам людей нашего времени. Нашему народу сегодня не нравятся аморфные тексты, сложные ритмы, речитативы, которые не являются ни песнями, ни речами, устаревшие сценические декорации и другие стереотипные методы представления. ... Мы должны совершить революцию во всех областях оперы: содержании и форме, системе и методе создания.
Один за другим Ким отвергает западные оперные формы, такие как ария, речитатив и лейтмотив (всё, с чем он, как кажется, достаточно хорошо знаком) в пользу корейской революционной оперы. Вместо арий и речитативов корейская революционная опера должна содержать только строфические песни, идеальной формой которых является панчанг (кор. 방창), новый корейский закулисный хор, который Ким определяет как уникальный в мире. Мелодии также должны быть легко исполняемыми и происходить из характерных мотивов, извлекаемых из традиционных популярных народных или революционных мелодий. Их тона должны нравиться как обычным корейцам, так и удовлетворять драматическим потребностям оперы. Песни должны пребывать в гармонии друг с другом, но без повторов или шаблонности. Как именно должна быть достигнута эта гармония, Ким точно не определяет, отмечая лишь то, что она достигается с помощью оркестра и может представлять собой единство мотивов, модальных или гармонических связей, ритмических фигур.
Некоторые идеи Кима уже имели свои воплощения, которые он не признаёт. Идея оперы со строфическими песнями и разговорным диалогом, например, была реализована в советской революционной опере. Также уже существовало закулисное пение в европейской опере, хотя эта форма не была типична для оперы XVIII и XIX веков. Одним из примеров его использования является опера «Трубадур» Джузеппе Верди. Множество идей, которые он выдаёт за оригинальные, можно обнаружить в древнегреческой драматургии, но Ким не признаёт эти связи. Иногда Ким в своём трактате говорит общие вещи и просто констатирует очевидное, например: «оркестр должен умело аккомпанировать песням» или «отличные тексты являются необходимым условием для отличной музыки» и тому подобные мысли.

## «Море крови» как идеальная опера
По словам Кима, «Море крови», постановкой которой он руководил в 1971 году, является образцом идеальной оперы. Поскольку она предшествовало публикации «Об искусстве оперы», вполне вероятно, что Ким в то время находился в процессе систематизации своих идей. За «Морем крови» довольно быстро последовали четыре похожие оперы: «Истинная дочь партии» (1971), «Цветочница» (1972), «Расскажи о лесе!» (1972) и «Песня горы Кумган» (1973), которые все, по словам Кима, были либо написаны Ким Ир Сеном, либо иным образом тесно связаны с ним.
Многие особенности, свойственные «Морю крови», подчёркиваются в трактате «Об искусстве оперы». Некоторые из них, однако, не упоминаются непосредственно в трактате. Например, увеличение роли оркестра. Ким предъявляет «Морю крови» и четыре похожих на него оперы в качестве образцов для будущих опер и призывает к созданию новых в том же стиле. Ким утверждает, что такие оперы вдохновляют как массы, так и их создателей.

## Влияние
«Об искусстве оперы» считается одной из самых важных северокорейских работ по искусству. Ким продолжал писать об искусстве до 1990-х годов и опубликовал следующие трактаты: «Об искусстве драмы» (1988), «Об искусстве танца» (1990), «Об искусстве музыки» (1991), «Об изобразительном искусстве» (1991), «Об архитектуре» (1991), «О литературе чучхе» (1992) и «Об акробатике».
Трактат «Об искусстве оперы» был опубликован северокорейским издательством «Иностранные языки» на английском, арабском, французском, японском, русском и испанском языках. Репринт на английском языке также выпустило издательство «University Press of the Pacific».